# Genesis (album de Job for a Cowboy)
Pour les articles homonymes, voir Genesis.
Albums de Job For A Cowboy
Doom
(2006) Ruination
(2009)
Genesis est le premier véritable album studio du groupe de Deathcore/Death metal Américain Job For A Cowboy. Le groupe a sorti cet album après avoir produit deux démos: il s'agit donc de leur troisième production. L'album est sorti le 15 mai 2007 sous le label Metal Blade Records.
L'album marque une sorte de tournant pour le groupe car, désormais, Job For A Cowboy évolue dans un style plus orienté vers le Death metal que leurs origines Deathcore.
Le jour de sa sortie, Genesis était 54e au classement Billboard 200 et deuxième au classement Top Independent Albums. L'album s'est vendu à plus de 12 000 copies la semaine de sa sortie.
La video du titre Embedded, extraite de cet album, a été nommée aux Grammy Award.

## Composition
- Jonny Davy – Chant
- Bobby Thompson – Guitare
- Ravi Bhadriraju – Guitare
- Brent Riggs – Basse
- Elliott Sellers – Batterie

## Liste des morceaux
1. Bearing the Serpent's Lamb – 2:40
2. Reduced to Mere Filth – 2:59
3. Altered from Catechization – 4:15
4. Upheaval – 2:35
5. Embedded – 3:36
6. Strings of Hypocrisy – 2:25
7. Martyrdom Unsealed – 2:36
8. Blasphemy – 1:42
9. The Divine Falsehood – 4:24
10. Coalescing Prophecy – 3:26